# Antiga Cooperativa de Vilanova d'Escornalbou
L'Antiga Cooperativa de Vilanova d'Escornalbou és una obra de Vilanova d'Escornalbou (Baix Camp) protegida com a Bé Cultural d'Interès Local.

## Descripció
Aquest edifici industrial, originalment era una sola nau dividida en dos grans espais construïda a base de mur de maó ceràmic amb coberta a dues aigües acabada amb teula ceràmica. Posteriorment se li va afegir un petit annexa de servei, amb cobertes independents a la principal de la nau. La tipologia és la pròpia de l'ús industrial als anys 50. Es tracta d'un immoble funcional, sense cap element ornamental.
S'ha conservat la maquinària original.
L'edifici fou restaurat i s'hi instal·là un centre d'interpretació de la cultura de l'oli.